# Jat (tocado)

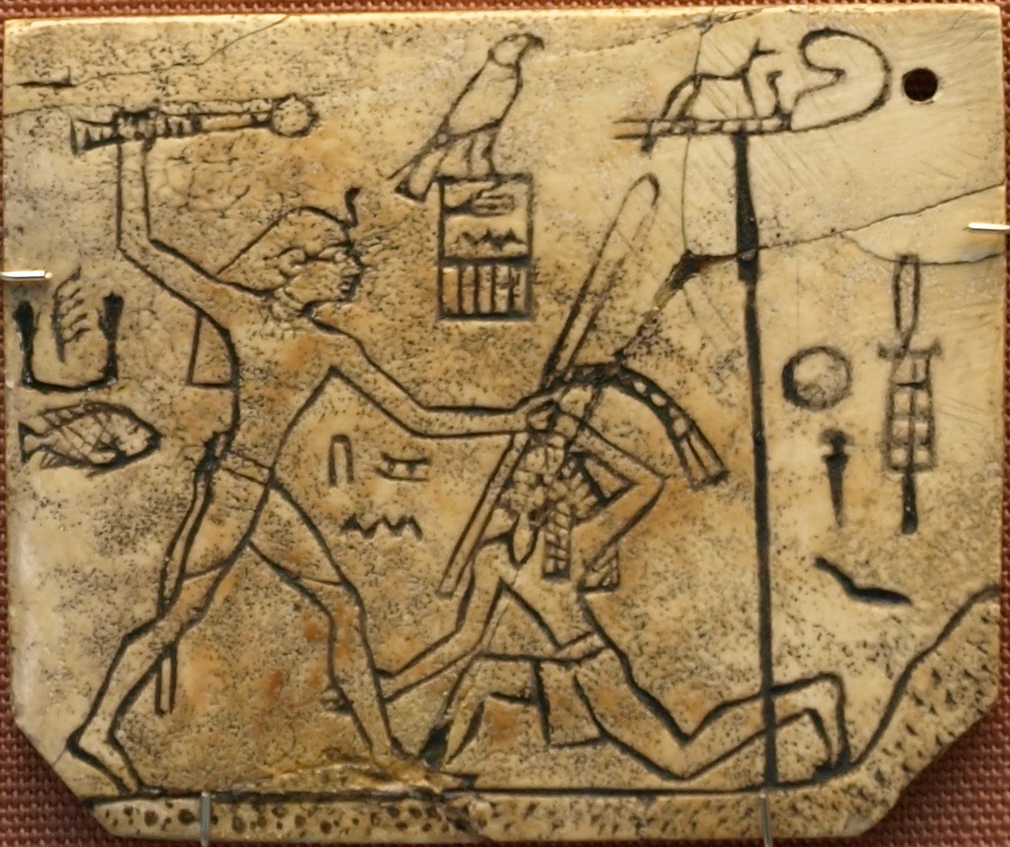
El faraón Den, golpeando con una maza a un enemigo del Este. Tablilla ritual del faraón Den. Museo Británico.

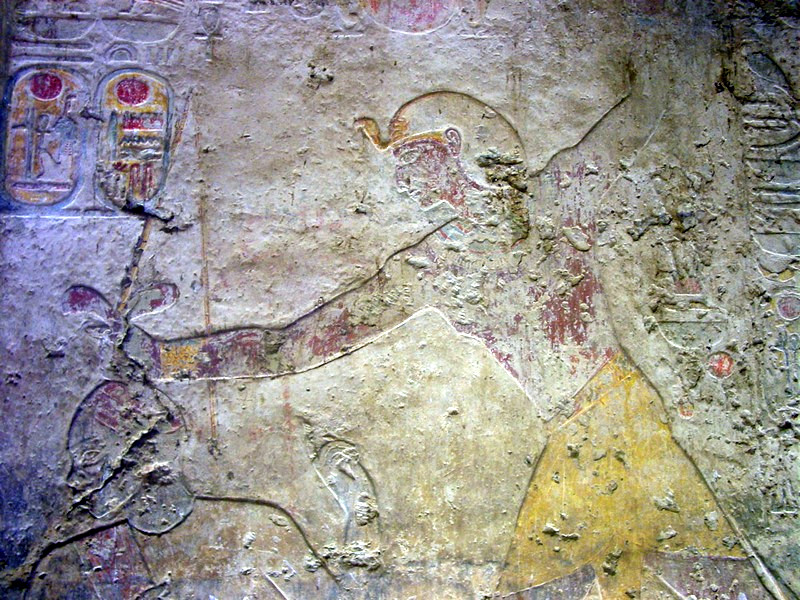
Ramsés II golpeando a un enemigo, representado con jat y uraeus en el templo de Beit el-Uali, Nubia.

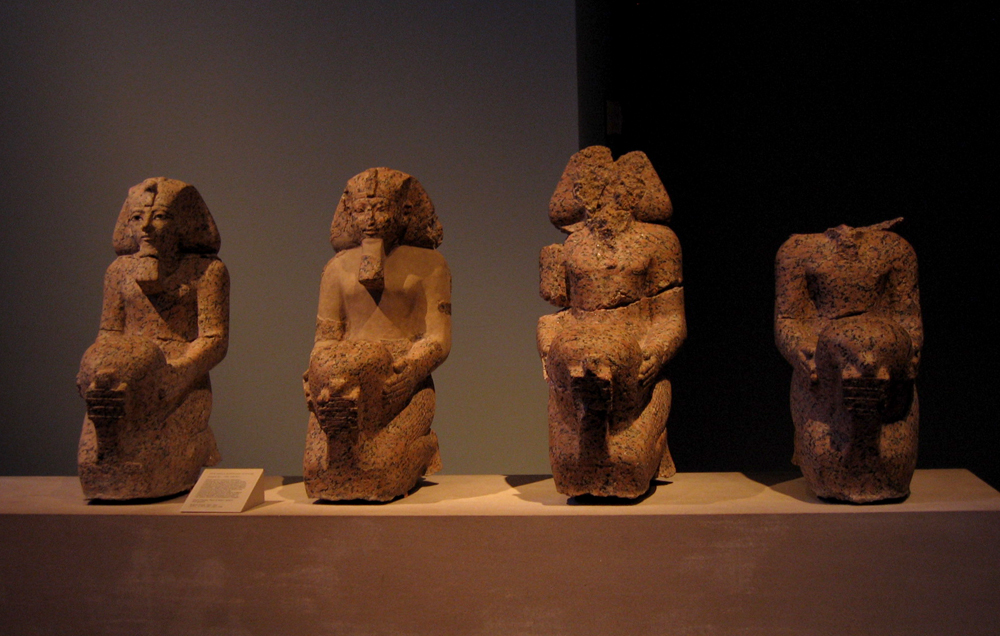
Cuatro estatuas arrodilladas de Hatshepsut, llevando el jat. Deir el-Bahari.

El jat o afnet es un tocado usado por los miembros de la nobleza del Antiguo Egipto. Más sencillo que el nemes, que puede complementarlo, carece de elementos decorativos laterales, no tiene ni pliegues ni rayas, y cuelga abierto por la espalda.

## Historia
Considerado el primer tocado egipcio, el jat data, al menos, del reinado del faraón Den, de la Dinastía I. En una tablilla de marfil encontrada en Abidos, Den, llevando un jat, golpea a su enemigo con una maza.
Otros faraones, como Hatshepsut llevaban el jat, para determinados rituales. 
Se ha encontrado alguno, en lino, en diversas excavaciones arqueológicas.
Ha aparecido en pares de estatuas de madera de guardianes, uno tocado con el nemes y otro con el jat, en las entradas a las cámaras sepulcrales en varias tumbas reales del Imperio Nuevo, como es el caso de Tutankamon. También se han encontrado restos en la momia de este rey.

## Simbolismo
Se le ha visto como símbolo de rejuvenecimiento del rey, pudiendo representar, en dualismo, la parte nocturna del ciclo solar, frente a la parte diurna, el nemes y, posteriormente, como la representación del ka real.
Se le asocia también a Isis y a Neftis, como diosas dolientes de Osiris.